# Passavant-en-Argonne
Passavant-en-Argonne je francouzská obec v departementu Marne v regionu Grand Est. V roce 2015 zde žilo 212 obyvatel.

## Poloha obce
Obec leží u hranic departementu Marne s departementem Meuse
Sousední obce jsou: Beaulieu-en-Argonne (Meuse), Éclaires, Le Chemin a Villers-en-Argonne

## Vývoj počtu obyvatel
Počet obyvatel